# MATA(C)TANA
MATA©TANA （マタシタナ）は米米CLUB28枚目のシングル。2006年9月20日発売。発売元はSony Music Records。

## 概要
1997年3月に解散した米米CLUBが9年ぶりの再結成を行い、その復帰第四弾。今作は「新米CD+新舞DVD」3部作と題された、DVD付マキシシングル3ヶ月連続リリースの最後となった。
通常収録楽曲以外にも「BONUS SHOW TIME」として復活ツアーに先駆けて出演した「RISING SUN ROCK FESTIVAL」ダイジェスト音源、Instrumentalバージョンが収録。BONUS SHOW TIME」とは米米のライブにおける「アンコール」の意味。
ジャケットがQRコードになっており、それを読み取るとソニーミュージックによる米米CLUBのアーティストページへと飛ぶようになっている。
カップリング「FUNK FUJIYAMA NOW〜多少無理矢理企画〜」は歌詞を現代（平成・2006年）に合わせて変更した1989年発売「FUNK FUJIYAMA」のリメイク版。デーブ・スペクターとクリス・ペプラーがゲスト参加している。

## 収録曲
1. MATA©TANA
(作詞・作曲・編曲:米米CLUB)
「E-ヨ」と同じく、かつてのSORRY系MUSICの路線を引き継いだ楽曲。石井はラジオにてこの楽曲をライブでやった際のコールアンドレスポンス(この曲の場合「待たしたな」の後の「待ってたよ!」のこと)の凄まじさに驚いたという。爆笑オンエアバトル第9回チャンピオン大会ファイナルの挑戦者10組の登場に使用された。
2. あそぼう
(作詞・作曲・編曲:米米CLUB)
3. FUNK FUJIYAMA NOW〜多少無理矢理企画〜
(作詞・作曲・編曲:米米CLUB)
4. BONUS SHOW TIME 〜RISING SUN ROCK FESTIVAL 2006 in EZO・ダイジェストヘン〜
(作詞・作曲:米米CLUB)
5. MATA©TANA(Instrumental)
(作曲・編曲:米米CLUB)
6. あそぼう (Instrumental)
(作曲・編曲:米米CLUB)
7. FUNK FUJIYAMA NOW〜多少無理矢理企画〜 (Instrumental)
(作曲・編曲:米米CLUB)

### DVD
1. MATA©TANA (Video Clip)
-O'DOLL～SUE CREAM SUE-
2. あそぼう
3. MATA©TANA

## 参加ミュージシャン

### KOME KOME CLUB
- ジェームス小野田（小野田安秀）：ボーカル
- カールスモーキー石井（石井竜也）：ボーカル
- BON（大久保謙作）：ベース
- ジョプリン得能（得能律郎）：ギター
- BE（林部直樹）：ギター
- RYO-J（坂口良治）：ドラムス
- フラッシュ金子（金子隆博）：キーボード、サクソフォーン、コーラス
- MINAKO（金子美奈子）：ダンサー、コーラス
- MARI（天ヶ谷真利）：ダンサー、コーラス、パーカッション

### ADDITIONAL MUSICIANS
- 河合わかば：トロンボーン （#2、#3、#4）、コーラス（#3）(BIG HORNS BEE)
- 佐々木史郎：トランペット （#2、#3、#4）(BIG HORNS BEE)
- 織田浩司：サクソフォーン（#2、#3、#4）(BIG HORNS BEE)
- 小林 太：トランペット（#2、#3、#4）(BIG HORNS BEE)
- 菅木真智子：コーラス（#2、#3、#4）、コーラスアレンジ(#2)
- 三沢またろう：パーカッション（#3、#4）
- Bugs Under Groove：コーラス（#3）

### SPECIAL GUEST
- Chris Peppler（#3）
- Dave Spector（#3）